# Língua mandari
Mandari é uma língua nilótica oriental falada pelo povo Mundari no Sudão do Sul, principalmente no condado de Terakeka, no estado de Equatoria Central e também no condado de Mvolo, no estado de Equatória Ocidental. Em 2014, havia cerca de 70.000 falantes de Mandari, também conhecida pelo nomes Chir, Kir, Mondari ou Shir. É intimamente relacionado à língua bari Bari e classificado como um dialeto dessa línguai em algumas fontes.

## Classificação
Mandari faz parte do subgrupo das línguas bari que inclui bari, também nyangwara, pöju, iungyepu e kuku. O linguista Voßen trata esses dialetos como dialetos do bari., mas também usa o termo das línguas Bari para designá-los 

## Escrita
| Maiúsculas | A  | Ä | ʼB | D | ʼD | E | G | I | Ï | J | K | L  | M | N |
| Minúsculas | a  | ä | ʼb | d | ʼd | e | g | i | ï | j | k | l  | m | n |
| Maiúsculas | NY | Ŋ | O  | P | R  | S | T | U | Ü | W | Y | ʼY | ʼ |   |
| Minúsculas | ny | ŋ | o  | p | r  | s | t | u | ü | w | y | ʼy | ʼ |   |

## Fonologia
Les tableaux présentent les vogais e as consoantes du mandari.

### Vogais
|         | Anterior    | Cental | Posterior   |
| ------- | ----------- | ------ | ----------- |
| Fechada | i [i] ɪ [ɪ] |        | u [u] ʊ [ʊ] |
| Medial  | e [e] ɛ [ɛ] | ö [-]  | o [o] ɔ [ɔ] |
| Aberta  |             | a [a]  |             |

### Tipos de vogais
O mandari, como as outras línguas nilóticas, inclusive as línguas bari, diferencia os vogais de acordo com seu lugar de articulação. Eles são pronunciados com o avanço da raiz da língua ou com a retração da mesma..
Os vogais com avanço da raiz do idioma são  [i],  [e],  [o],  [ö],  [u].
Os vogais de retração da raiz do idioma são  [ɪ],  [ɛ],  [ɔ],  [a],  [ ʊ]

### Consoantes
|           |           | Labial | Alveolar | Lateral | Dorsal | Dorsal | Glotales |
| --------- | --------- | ------ | -------- | ------- | ------ | ------ | -------- |
| Palatal   | Velar     | Labial | Alveolar | Lateral |        |        | Glotales |
| Oclusiva  | surda     | p [p]  | t [t]    |         |        | k [k]  | ʔ [ʔ]    |
| Oclusiva  | sonora    | b [b]  | d [d]    |         |        | g [g]  |          |
| Oclusiva  | Implosiva | ɓ [ɓ]  | ɗ [ɗ]    |         | ʾy [ʄ] |        |          |
| Fricativa | Fricativa |        |          | s [s]   |        |        |          |
| Africada  | Africada  |        |          |         | j [d͡ʒ] |        |          |
| Nasal     | Nasal     | m [m]  | n [n]    |         | ɲ [ɲ]  | ŋ [ŋ]  |          |
| Líquida   | Líquida   |        | r [r]    | l [l]   |        |        |          |
| Semivogal | Semivogal | w [w]  |          |         | y [j]  |        |          |

### Tons
Mandari é uma língua tonal com 4 tons, alto, baixo, médio e alto-baixo.